# Blattoidealestes gracilis
Blattoidealestes gracilis és una espècie extinta de sinàpsid terocèfal de la família dels ictidosúquids que visqué en allò que avui en dia és el sud d'Àfrica durant el Permià mitjà i superior, fa entre 254,2 i 264,3 milions d'anys. Se n'han trobat restes fòssils a la província sud-africana del Cap Occidental. Es tracta de l'única espècie del gènere Blattoidealestes. Era un animal carnívor. Tenia el crani de 55 mm, extremament petit en comparació amb el d'altres terocèfals. El nom genèric Blattoidealestes significa ‘lladre de paneroles’, mentre que el nom específic gracilis significa ‘gràcil’ en llatí.